# 1st Round (album)

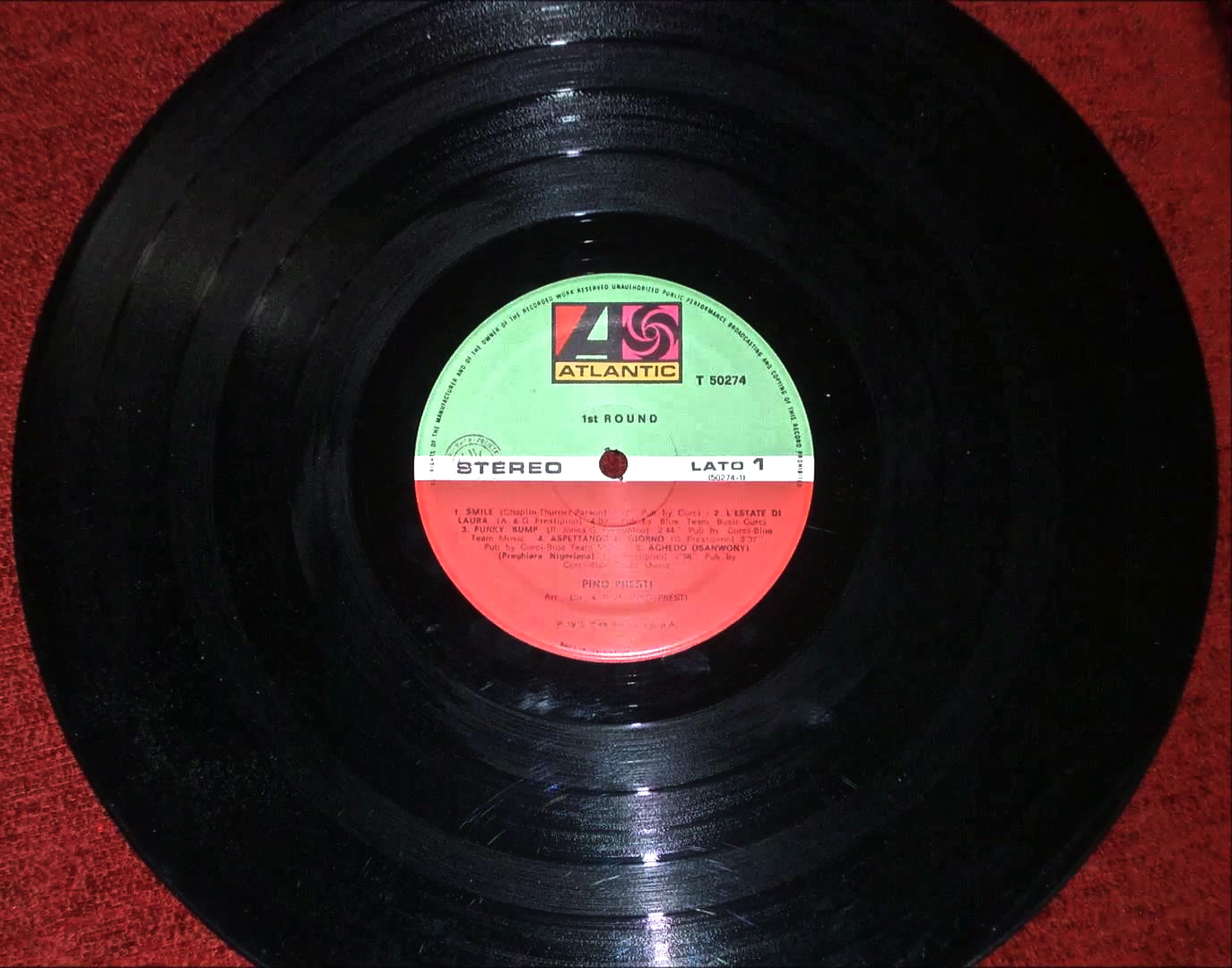
1st Round (label)

1st Round est un album réalisé et produit par le musicien-producteur italien Pino Presti, sous le label Atlantic Records en 1976. Il est considéré comme l'un des albums les plus novateurs des années 1970 sur la scène de la musique italienne,. Tous les morceaux sont composés par Pino Presti à l'exception de Smile (Charlie Chaplin), Sunny (Bobby Hebb), Firefly (Kenny Nolan).
En novembre 2024 une version de l'album, produite par Pino Presti, a été publiée et diffusée sur les plateformes numériques par le label Planet Records. Spotify

## Les titres
| 1.    | Smile (chanson)      | 3:12 |
| 2.    | L'estate di Laura    | 4:00 |
| 3.    | Funky Bump           | 2:44 |
| 4.    | Aspettando Il Giorno | 3:37 |
| 5.    | Aghedo Osanwony      | 3/20 |
| 6.    | Angie                | 3.46 |
| 7.    | E Se Non Arrivasse   | 2:43 |
| 8.    | C.so Buenos Aires    | 2:42 |
| 9.    | Firefly              | 2:40 |
| 10.   | Sunny                | 4:43 |
| 11.   | C'era Una Volta      | 1:50 |
| 35:36 |                      |      |

### Musiciens
- Pino Presti : basse, Fender Rhodes, arrangeur, chef d'orchestre, voix en Angie
- Andrea Sacchi : guitare acoustique & guitare électrique
- Massimo Luca : guitare acoustique & guitare électrique
- Claudio Bazzari : guitare acoustique & guitare électrique
- Alberto Radius : synth guitare
- Ellade Bandini : batterie
- George Aghedo : conga, percussion, voix en Aghedo Asanwony
- Renè Mantegna : conga, percussion
- Alberto Baldan Bembo : Moog, marimba
- Alberto Mompellio : orgue Hammond, Eminent, piano
- Giorgio Baiocco : saxophone ténor, flûte
- Bruno De Filippi : harmonica en Sunny
- Riccardo Zappa : guitare acoustique en C'era Una Volta
- La Bionda : voixs en Firefly
- Attilio Donadio : saxophone alto solo en Smile
- Fermo Lini : trompette
- Giuliano Bernicchi : trompette
- Gianni Caranti : trombone
- Sergio Almangano : premier violon
- Arturo Prestipino Giarritta : premier violon
- Ronnie Jones : voix & auteur en Funky Bump

Studio d'enregistrement : Regson Studios (Milan) 

Ingénieur du son : Gianluigi Pezzera / Paolo Bocchi 

Artwork : Mario Convertino 

Photographe : Karin Hemp